# 三鐘經
《三鐘經》（拉丁語：Angelus）原意為天使，为記述聖母領報及基督降生的天主教經文。

## 概述

法国巴比松派画家让-弗朗索瓦·米勒的著名画作《晚祷》（L'Angélus）描绘了十九世纪法国农民于日落时分诵念《三钟经》的情形

《三鐘經》的格式類似日課。誦念完《三鐘經》後，習慣誦念《聖三光榮經》。《三钟经》是默想耶稣基督降生成人奥迹的经文，它包括三节《圣经》，且每节后加念一遍《圣母经》。由於誦念《三鐘經》是在早上六時、中午十二時及下午六時，教堂會鳴鐘以提醒信友祈禱，故得其名為「三鐘經」。每逢教宗舉行公开接见活动，教宗都會在聖伯多祿廣場与信眾一同誦念。

## 歷史
此经文始于1269年的方济各会修院，起初僅限于早上诵念。方济各会劝导信友们在晨鐘敲響时默想耶稣诞生的奥迹。黎华的波文星会士（Bovensin of Riva；1260年至1315年）又在米兰及其附近将此经文规定在晚上誦念。不久，《三钟经》传遍欧洲各地。
居于法国阿维尼翁的教宗若望二十二世（1316年至1334年期間在位）于1318年10月13日正式批准可在晚上念《三钟经》。据传意大利著名诗人但丁在这一天晚上撰寫他的名著《神曲炼狱篇》，書中即提及此事。 
而在中午念《三钟经》的习惯可視為始于教宗加理多三世（1455年至1458年期間在位）時期，加理多三世于1456年规定在午時誦念《三钟经》及三遍圣母经，为十字军胜利祈祷，自此《三钟经》正式形成。法王路易十一（1423年－1483年）命令全國的信眾于中午敲钟時誦念《三钟经》，而他每次听到钟声时，便下马跪地誦念。
教宗本笃十三世（1724年至1730年期間在位）在教會傳統之基礎上再次强调《三钟经》的意义，同时又规定在复活期內以《天皇后喜樂經》）代替《三钟经》。教宗保禄六世（1963年至1978年期間在位）在《圣母敬礼》宗座劝谕中强调《三钟经》的价值，闡明此经文包括一个简单的架构，如天使报喜，圣母的回应，同时它乃基于《圣经》，即包括圣路加和圣若望福音所记载的，让人们默想耶稣降生成人，其苦难圣死和复活的奥迹。

## 经文

### 文言文版本
- 啟：主之天神報瑪利亞，應：乃因聖神受孕。 （聖母經一遍）

- 啟：主之婢女在茲，應：希惟致成於我，如爾之言。（聖母經一遍）

- 啟：且天主聖子降生為人，應：居我人間。（聖母經一遍）

- 啟：天主聖母，為我等祈。應：以致我等，幸承基督所許之洪錫。

- 請眾同禱：懇祈吾主，以爾聖寵，賦於我等靈魂；俾我凡由天神之報，已知爾子耶穌降孕者，因其苦難，及其十字聖架， 幸迨於復生之榮福，亦為是我等主基督。亞孟/阿們。

### 白話文版本
- 啟：主的天使向瑪利亞報喜，應：她因聖神受孕。（《聖母經》一遍）

- 啟：我是主的婢女，應：請照您的話在我身上成就吧！（《聖母經》一遍）

- 啟：天主聖子降生成人，應：居住在我們人間。（《聖母經》一遍）

- 啟：天主聖母，請為我們祈求，應：使我們堪當承受基督的恩許。

- 請眾同禱：天主，求您把您的聖寵注入我們心中；我們既因天使的預報得知您的聖子降生成人，亦願賴著祂的苦難及祂的十字聖架，獲享復活的光榮。 因我們的主基督。亞孟/阿們。